# Dugonics András Piarista Gimnázium (Szeged)
A Dugonics András Piarista Gimnázium, Alapfokú Művészeti Iskola és Kollégium Szeged híres kegyesrendi (piarista) intézménye, a város legrégibb iskolája.

## Az iskola történelme

### A kezdetek
Szeged városa 1719-ben kötött szerződést a piarista renddel: „…nem másra volna kedvünk, hanem, hogy Tisztelendő és dicséretes Piaristák szent szerzetét tellyesen Városunkba be hozzuk (…) hogy az említett dicséretes, hasznos szerzet az iffjuságot, a mely akkoráig vadon és parasztul nevelkedett fel mind városunkban, mind körülfekvő tartományokban, tudományokban felnevelhesse”. Az alapítási oklevelet III. Károly király 1720. február 20-án írta alá. A magyar piarista rendtartomány tizenkettedik kollégiuma lett a szegedi. 1898-ig ez volt a város első és egyetlen gimnáziuma. Az első, roskadozó épületben kialakított rendházat a népnyelv „Hatrongyos”-nak nevezte. 1721 őszén nyílt meg az iskola 110 tanulóval, két osztállyal – az egykori pestises kórház, a Lazaretum épületében. Az intézmény rangot és tekintélyt jelentett a város számára, a város művelődése két évszázadon keresztül összefonódott az iskola történetével. 1735 és 1789 között a rendszeresen előadott iskoladrámák a város színjátszását jelentette. Ennek az időszaknak volt diákja a későbbi névadó Dugonics András is.

### Az árvíztől a bezárásig

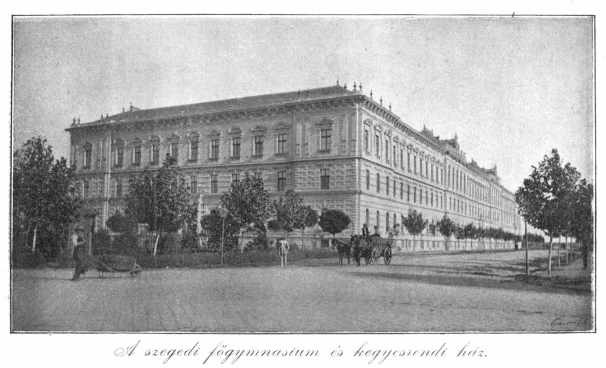
A gimnázium épülete 1896-ban

Az 1879-es szegedi nagy árvíz a város jelentős részét elpusztította és az iskolát is erősen megrongálta. 1886-ra a város állami hitelből építette meg az új épületet, amely az Osztrák–Magyar Monarchia legnagyobb középiskolájaként évente több mint 800 diákot nevelt. Az első világháború után a trianoni békeszerződés következtében a gimnázium elvesztette hagyományos bácskai és bánáti beiskolázási körzetét. Ennek ellenére 1934 és 1945 között az ország egyik legrangosabb humán tantervű gimnáziuma volt.
1945-től kezdve a gimnázium alsó osztályai fokozatosan megszűntek, és helyüket a piaristák által igazgatott, római katolikus Szent Gellért általános iskola felső tagozatának osztályai foglalták el. 1948-ban államosították az intézményt Dugonics András Állami Gimnázium néven. Egy tanév után azonban megszüntették az iskolát, tanulóit a város különböző középiskoláiba kényszerítették. A rendházban levő szerzeteseket 1950 januárjában egy éjszaka teherautóra rakták és Vácra vitték. 43 éven keresztül nem volt Szegeden piarista oktatás. Az épületbe a Szegedi Tudományegyetem egyik természettudományi tanszékét költöztették.

### Az újraindulás
Az 1989-90-es változások után az egyházi iskolák működésének engedélyezésével egy időben kezdődött a szegedi piarista iskola újjászervezése. A város engedélyt adott ideiglenes épületekben a tanítás megkezdésére. 1991. augusztus 25-én indult meg a 248. tanév a kölcsönkapott felsővárosi minorita kolostorban, majd egy évre rá egy barakképületben a Maros utcában. Az intézmény a korábbi hagyományt követve fiúiskola maradt, eleinte négyéves gimnáziumi képzéssel, amely 1994-ben hatéves képzésű osztályokkal egészült ki.
A régi iskolaépület helyett állami kárpótlással új iskola építését kezdte meg a piarista rend a Szeged várostól kapott telken az újrókusi városrészben. Az újraindulás saját épületének felszentelése 1999. augusztus 25-én Kalazanci Szent József ünnepén volt. Az ünnepélyen Orbán Viktor akkori miniszterelnök a hit és hazaszeretet iskolájának nevezte a piarista iskolát, biztatta az ifjúságot, hogy szerencsésebb nemzedék lesz, mint bármelyik a 20. században.
Az új, impozáns épületegyüttes templommal egészült ki, melyet 2001. június 17-én szentelt fel Gyulay Endre, a Szeged-Csanádi egyházmegye püspöke. A templom patrónusai az 1936-os spanyol polgárháborúban vértanúhalált halt piarista szerzetesek, akiket 1996-ban avatott boldoggá II. János Pál pápa.
Az iskolában négy- és hatévfolyamos képzés folyik, és a 2013/2014-es tanévtől már lányokat is felvettek. Az iskola újraalapításának negyed évszázados évfordulóját 2016-ban ünnepelték.

## Egykori neves tanárok
- Fiala Jakab (1697–1733) piarista szerzetes, gimnáziumi tanár, költő
- Deményi László (1711–1761) piarista szerzetes, gimnáziumi tanár, szónok
- Dugonics András (1740–1818) piarista szerzetes, író, egyetemi tanár
- Benyák Bernát (1745–1829) piarista szerzetes, gimnáziumi és filozófiai tanár, költő, műfordító
- Szablik István (1746–1816), piarista szerzetes, gimnáziumi és filozófiai tanár, fizikus
- Egervári Ignác (1751–1809) piarista szerzetes, gimnáziumi igazgató, tartományfőnök, író
- Horváth Cirill (1804–1884) piarista szerzetes, gimnáziumi igazgató, író, filozófus
- Tóth János (1804–1887) piarista szerzetes, népiskolai felügyelő
- Cseh Ferenc (1809–1883) piarista szerzetes, gimnáziumi igazgató, filozófus
- Csaplár Benedek (1821–1906) piarista szerzetes, irodalomtörténész, néprajzi gyűjtő, a Magyar Tudományos Akadémia levelező tagja
- Magyar Gábor (1842–1912) piarista szerzetes, gimnáziumi tanár, igazgató, rendfőnök
- Schütz Antal (1880–1953) piarista szerzetes, teológus
- Balanyi György (1886–1963) piarista szerzetes, történész
- Révai József (1887–1967) piarista szerzetes, görög és latin tanár, pedagógus, a „talpascserkészet” létrehozója
- Öveges József (1895–1979) piarista szerzetes, fizikus, Kossuth-díjas
- Albert István (1907–1991) piarista szerzetes, hittanár, tartományfőnök, cserkészvezető
- Lénárd Ödön (1911–2003) piarista szerzetes, történelem-latin szakos tanár, a kommunizmus áldozata
- Kovács Mihály (1916–2006) piarista szerzetes, fizikus, informatikus, cserkészvezető

## Egykori neves diákok
- Angyal Dávid (1857–1943) történetíró
- Barthel-Rúzsa Zsolt (1978–) a Honvédelmi Minisztérium kabinetfőnöke, a HM EI Zrt. igazgatóságának elnöke
- Bálint Sándor (1904–1980) néprajzkutató, művészettörténész, a katolikus egyház kezdeményezte a boldoggá avatását
- Beszédes József (1787–1852) vízépítő mérnök
- Bibó István (1911–1979) jogász, társadalomfilozófus, politikus
- Csetri Lajos (1928–2001) irodalomtörténész
- Dank Viktor (1926–2021) geológus
- Dugonics András (1740–1818) piarista szerzetes, író
- Ferenczy Lajos (1930–2004) mikrobiológus
- Gerentsér László (1873–1942) atléta, vívómester, sportszakíró
- Gonda Bence (1986–) a Szabályozott Tevékenységek Felügyeleti Hatósága stratégiai elnökhelyettese, a Koncessziós Tanács tagja
- Gönczy Lajos (1881–1915) olimpiai bronzérmes atléta, magasugró
- Gyulay Endre (1930–2024) a Szeged-Csanádi egyházmegye nyugalmazott püspöke
- Herczeg Ferenc (1863–1954) író, színműíró, újságíró, a Magyar Tudományos Akadémia tagja és másodelnöke
- Horváth Mihály (1809–1878) pap, történész, politikus
- Juhász Gyula (1883–1937) költő
- Katona József (1791–1830) drámaíró
- Kiss Ágnes Anna (2005–) Európa-bajnok kenus, olimpikon
- Klapka György (1820–1892)  honvédtábornok, helyettes hadügyminiszter
- Koch Sándor (1925–2009) orvos, virológus professzor, az Magyar Tudományos Akadémia doktora, a gyermekbénulás elleni Salk-vakcina, majd a Sabin-csepp magyarországi előállítója
- Kopasz Bálint (1997–) olimpiai-, világ- és Európa-bajnok kajakozó
- Kovács Mihály (1916-2006) piarista szerzetes, középiskolai tanár
- Lőw Immánuel (1854–1944) szegedi főrabbi, orientalista, művelődéstörténeti író
- Magay Dániel (1932–) világ- és olimpiai bajnok vívó, vegyészmérnök
- Maróczy Géza (1870–1951) mérnök, sakkozó, nagymester, sakkolimpiai bajnok
- Mályusz Elemér (1898–1989) történész, a magyar középkorkutatás egyik legjelentősebb alakja
- Márta Ferenc (1929–2010) kémikus, egyetemi tanár, a Magyar Tudományos Akadémia rendes tagja
- Musulin Béla (1907–2007) matematika-fizika szakos tanár, az Orosházi Táncsics Mihály Gimnázium alapítója és első intézményvezetője (1933 és 1938 között)
- Nógrádi Bence (2002–) rövidpályás gyorskorcsolyázó, olimpikon
- Nótári Tamás (1976–) római jogász, klasszika-filológus, medievista
- Ortutay Gyula (1910–1978) néprajzkutató, politikus
- Paskai László (1927–2015) ferences szerzetes, pap, bíboros, esztergom-budapesti érsek
- Révai Miklós (1750–1807) nyelvész, egyetemi tanár
- Salgó László Péter (1986–) jogász, az Igazságügyi Minisztérium  jogszabály-előkészítés összehangolásáért és közjogi jogalkotásért felelős helyettes államtitkára, majd Csongrád-Csanád vármegye főispánja
- Schütz Antal (1880–1953) piarista szerzetes, teológus
- Solymosi Frigyes (1931–2018) Széchenyi-díjas kémikus, fiziko-kémikus, egyetemi tanár, a Magyar Tudományos Akadémia rendes tagja
- Somogyi Szilveszter (1872–1934) jogász, 1915-től Szeged város polgármestere
- Sőtér István (1913–1988) Kossuth-díjas író, irodalomtörténész, esszéista, egyetemi tanár
- Szádeczky-Kardoss Samu (1918–2004) klasszika-filológus, egyetemi tanár
- Tihanyi Károly (1914–2006) magyar-latin szakos tanár
- Toroczkai László (1978–) újságíró, lapszerkesztő, politikus, Ásotthalom polgármestere, a Jobbik alelnöke, majd a Mi Hazánk Mozgalom elnöke, országgyűlési képviselő
- Tóth Mihály (1846–1925) Szeged főépítésze
- Tömörkény István (1866–1917) író, újságíró, néprajzkutató, régész, múzeum- és könyvtárigazgató
- Zsigmond Vilmos (1930–2016) Oscar-díjas operatőr, rendező